# Boisdinghem
Boisdinghem (verouderd Nederlands: Bodingem). is een gemeente in het Franse departement Pas-de-Calais (regio Hauts-de-France) en telt 191 inwoners (1999). De plaats maakt deel uit van het arrondissement Sint-Omaars.

## Naam
De plaatsnaam heeft een Oudnederlandse herkomst. De oudste vermelding is uit de periode 844-864 als Bodningahem. Het betreft een samenstelling, waarbij het eerste element een afleiding is van een persoonsnaam + het afstammingsuffix -ing +  -heem (woonplaats, woongebied, dorp, buurtschap). De betekenis van de plaatsnaam is dan: 'woning, woonplaats van de lieden van X'. De huidige Franstalige plaatsnaam is hiervan een fonetische nabootsing.
De spelling van de naam van het dorp heeft door de eeuwen heen gevarieerd. Chronologisch heette het achtereenvolgens: Bodningahem (844-864), Botnigahem (v. 855), Bodingehem et Bodingeham (1139), Baudenguehem (1178), Bodinghem (1210), Buodingehem (1280), Boindinghehem (1287), Boudinghem (1293), Boidinghem (1300), Boudinghehem (1301), Boidingueham (1305), Boidinguehem et Bordinghem (1329), Boudingueham (1372), Bouindingem (1380), Bogdinghem (1427)

## Geografie
De oppervlakte van Boisdinghem bedraagt 3,1 km², de bevolkingsdichtheid is 61,6 inwoners per km².
De onderstaande kaart toont de ligging van Boisdinghem met de belangrijkste infrastructuur en aangrenzende gemeenten.

## Demografie
Onderstaande figuur toont het verloop van het inwonertal (bron: INSEE-tellingen).